# Matice (spojovací součástka)

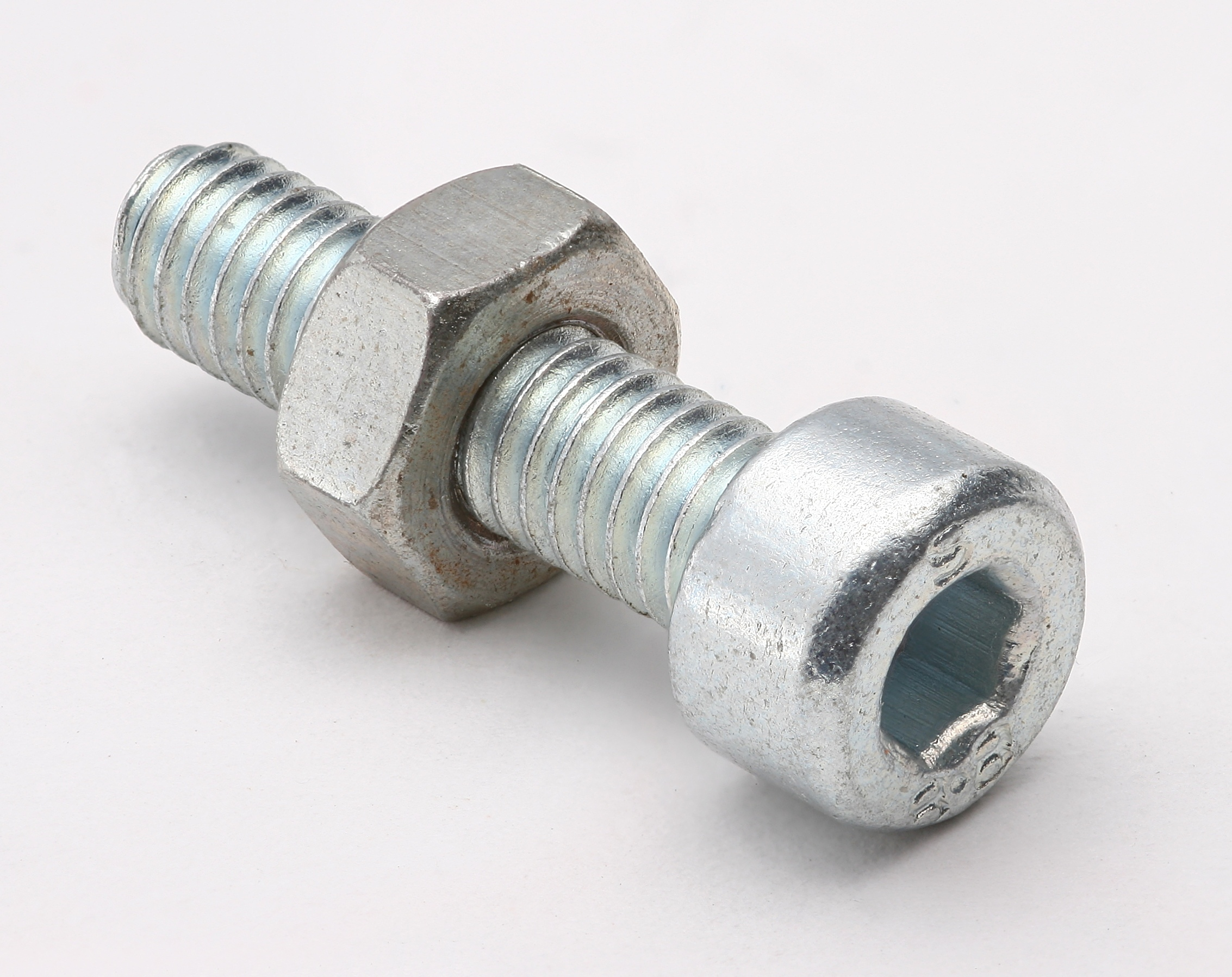
Matice a šroub

Matice (také matka, šroubová matice nebo matička) je doplněk šroubu, který obsahuje vnitřní závit, do něhož se šroub šroubuje. Obvykle bývá vyrobena z kovu, nejčastěji z oceli, zpravidla mívá také tvar pravidelného šestihranu. Často bývá doplňována o podložku.

## Varianty

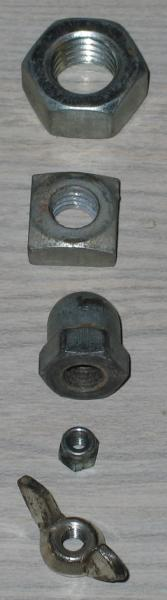
Od shora: Šestihranná, čtyřhranná, klobouková, samojistná, křídlová

Matice mají různé tvary podle způsobu užití, jejích rozměry (velikosti) jsou z praktických důvodů unifikovány a normalizovány.
- Anglická
- Čtyřhranná
- Šestihranná
- Klobouková
- Korunková
- Křídlová – Speciálním typem matice je křídlová matka, která je uzpůsobena pro ruční utahování/povolování pomocí manuální lidské síly, tj. bez použití speciálního nástroje (nářadí).
- Narážecí
- Navařovací
- Nýtovací
- S límcem
- Samojistná
- Trapézová
- Trubková
- Závěsná
- Kontra matice – Je matice využitá k fixování jiné matice našroubované na stejném závitu. Využívá se při tom vlastnosti šroubu, že při vzájemném protisměrném utažení matic nedovolí jejich samovolné povolení.